# Acanthacaca upembensis
Acanthacaca upembensis is een hooiwagen uit de familie Assamiidae. De wetenschappelijke naam van Acanthacaca upembensis gaat  terug op Roewer.